# Пампасная трава
Пампа́сная трава́, или Кортаде́рия Селло́, или Кортаде́рия двудо́мная (лат. Cortaderia selloana) — вид злаков рода Кортадерия (лат. Cortaderia). Вид был назван Александром фон Гумбольдтом в 1818 году в честь немецкого ботаника и натуралиста Фридриха Селло, изучавшего флору Южной Америки, особенно Бразилии.

## Ареал
В природе вид произрастает на юге Южной Америки, в том числе и в пампасах, за что и получил своё название.

## Ботаническое описание
Высокие многолетние травянистые растения до 3 м высотой, образуют плотные дерновины (кочки). Листья шершавые, вечнозелёные, длинные и тонкие, 1—2 м длиной и 1 см в ширину, с очень острыми кончиками (поэтому их следует осторожно брать в руки). Листья обычно голубовато-зелёные, но могут быть и серебристо-серые. Цветки собраны в густые белые, серебристо-белые или, редко, жёлтоватые, красноватые или пурпурного оттенка метёлки 20—40 см длиной на цветоносе высотой 2—3 м. Колоски, составляющие метёлку, состоят из 3—7 цветков и достигают 15—18 мм длиной. Цветение с августа по ноябрь.

## Использование
Растение выращивается в Европе, Северной Америке и Австралии как декоративная трава, и, в меньшей степени, как кормовая трава для скота. Высушенные пушистые метёлки используются для создания цветочных композиций и в других декоративных целях. Имеется несколько культурных сортов, в том числе:
- Albolineata — небольшие растения, достигающие только до 2 м в высоту. Листья пёстрые, с жёлтыми кончиками.
- Sunningdale Silver — достигает 4 м в высоту, с очень густыми пушистыми метёлками. Этот сорт был награждён Королевским садоводческим обществом премией AGM.

Пампасная трава легко приспосабливается к внешним условиям и может расти в широком диапазоне окружающих сред и климатов. Кроме того, она производит чрезвычайно много семян, и каждое растение способно образовать в течение жизни более миллиона семян. Поэтому в некоторых местах (к примеру, Калифорния, Гавайи или Зелёная Испания) этот вид считается инвазивным, в то время как в Новой Зеландии и Южной Африке его запрещено продавать и распространять по тем же причинам. Сжигание не убивает пампасную траву, оставляя невредимыми корни, зато с ней помогает справиться химическая прополка.

## В культуре
В некоторых странах, особенно в Англии и в Ирландии, распространена городская легенда о том, что пампасная трава в палисаднике дома — условный знак о том, что в этом доме живут свингеры

.